# 郑善溶
郑善溶（1971年3月11日—）是一名韩国女子柔道运动员。她在1996年亚特兰大夏季奥林匹克运动会中，参加了女子柔道比赛并获得56公斤级银牌。她也参加了1992年夏季奥林匹克运动会。

## 外部連結
- 郑善溶在国际奥林匹克委员会的资料